# Dołhe (rejon tarnopolski)
Dołhe (ukr. Довге, Dowhe) – wieś na Ukrainie w rejonie tarnopolskim należącym do obwodu tarnopolskiego.  
W II Rzeczypospolitej wieś w wieś w powiecie trembowelskim w województwie tarnopolskim.
W latach 1942-1945 nacjonaliści ukraińscy z OUN-UPA zamordowali tutaj w różnych okolicznościach 10 Polaków.
Do 2020 w rejonie trembowelskim.

## Ludzie
- Natalja Grzycka – nauczycielka, w 1933 mianowana kierowniczką 2-klasowej szkoły we wsi[4]